# Storkyrkan
Cet article concerne la cathédrale historique de Stockholm. Pour la cathédrale catholique, voir Cathédrale Saint-Éric.
La Storkyrkan (ce qui signifie littéralement « la grande église »), ou église Saint-Nicolas (Sankt Nikolai kyrka), également la cathédrale de Stockholm, est un édifice religieux, le deuxième plus ancien de Stockholm en Suède. Elle se situe dans la vieille ville, à l'adresse Trångsund 1,  près du palais royal.

## Histoire
Une première église est érigée à cet endroit dès le XIIIe siècle. En 1306, l'église est remplacée par la grande basilique Saint-Nicolas,. 
C'est une église protestante luthérienne depuis 1527, siège du diocèse de Stockholm. Les rois de Suède y ont été couronnés jusqu'en 1907.
En juin 2010, Victoria de Suède se marie avec Daniel Westling dans cette église. Des travaux de rénovation ont été entrepris avant cet événement.
En 2019, un plan de rénovation prévoit de repeindre la façade en rose, sa couleur d'origine. En mars 2020, à 10 mètres au nord-est de l'église, 230 squelettes sont découverts, mettant en lumière la présence d'un ancien cimetière. Les pièces aussi découvertes sur les lieux datent des années 1300, ce qui a mené les archéologues à dater les squelettes à cette époque.

## Description
Elle est faite de briques couvertes de plâtre peint en jaune et en blanc pour certains détails. La tour centrale, ajoutée en 1743, fait 66 mètres de haut et compte 4 cloches (dont une qui pèse presque 6 tonnes),. 
L'intérieur, commencé au XIIIe siècle, est de style gothique de brique, typique des pays autour de la mer Baltique, mais l'extérieur a été grandement modifié vers 1740 par l'architecte Johan Eberhard Carlberg pour prendre un style baroque. Elle abrite parmi d'autres œuvres une sculpture en bois de Saint Georges terrassant le dragon, supposée avoir été réalisée en 1489 par Bernt Notke, ainsi que la plus vieille peinture existante de Stockholm (Vädersolstavlan) qui date de 1520.
L'autel est fait de bois d'ébène recouvert d'argent sculpté. L'orgue date de la fin du XVIIIe siècle. Il est composé de 3 500 tuyaux dont la longueur va de 1 centimètre à 5 mètres.

## Lieu de tournage
En 2015, une équipe de l'émission Secrets d'Histoire a tourné plusieurs séquences dans l'église dans le cadre d'un numéro consacré à Désirée Clary, intitulé Désirée Clary, Marseillaise... et reine de Suède, diffusé le 25 août 2015 sur France 2

## Galerie

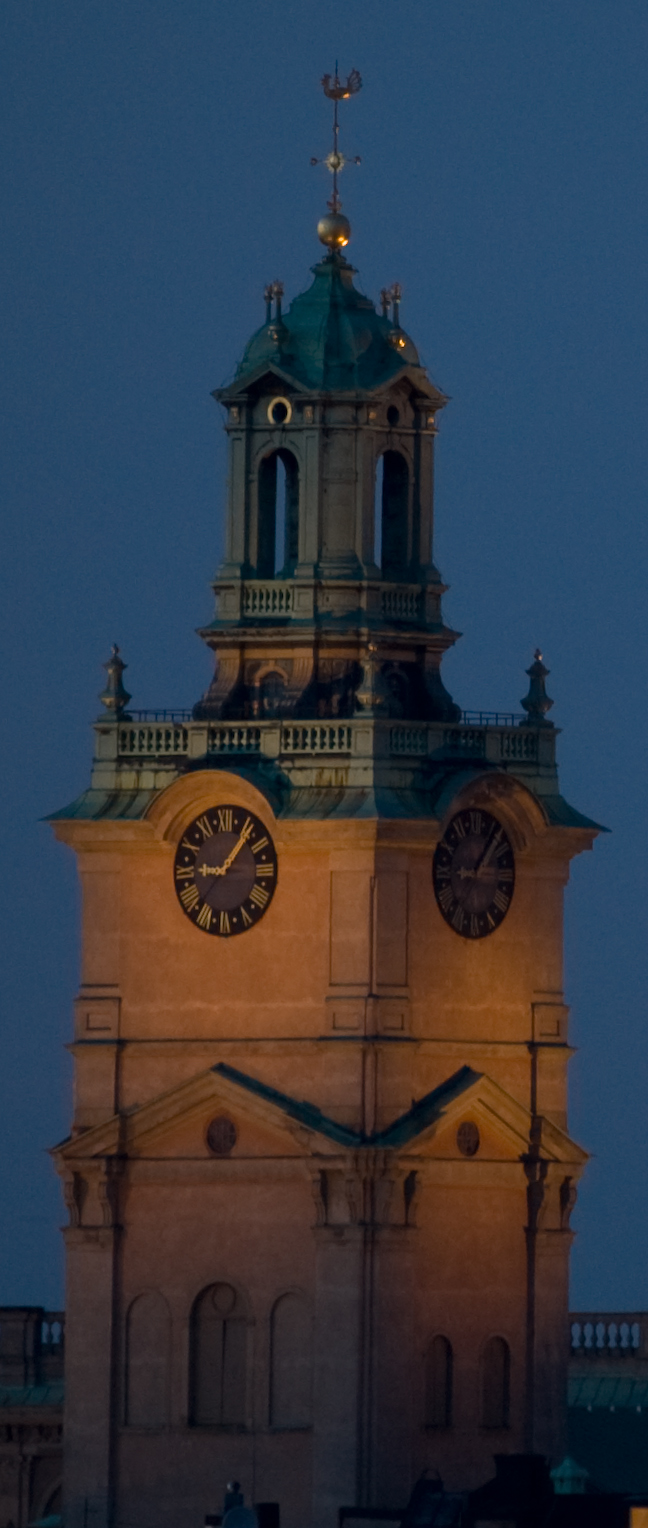
Clocher, 2008.
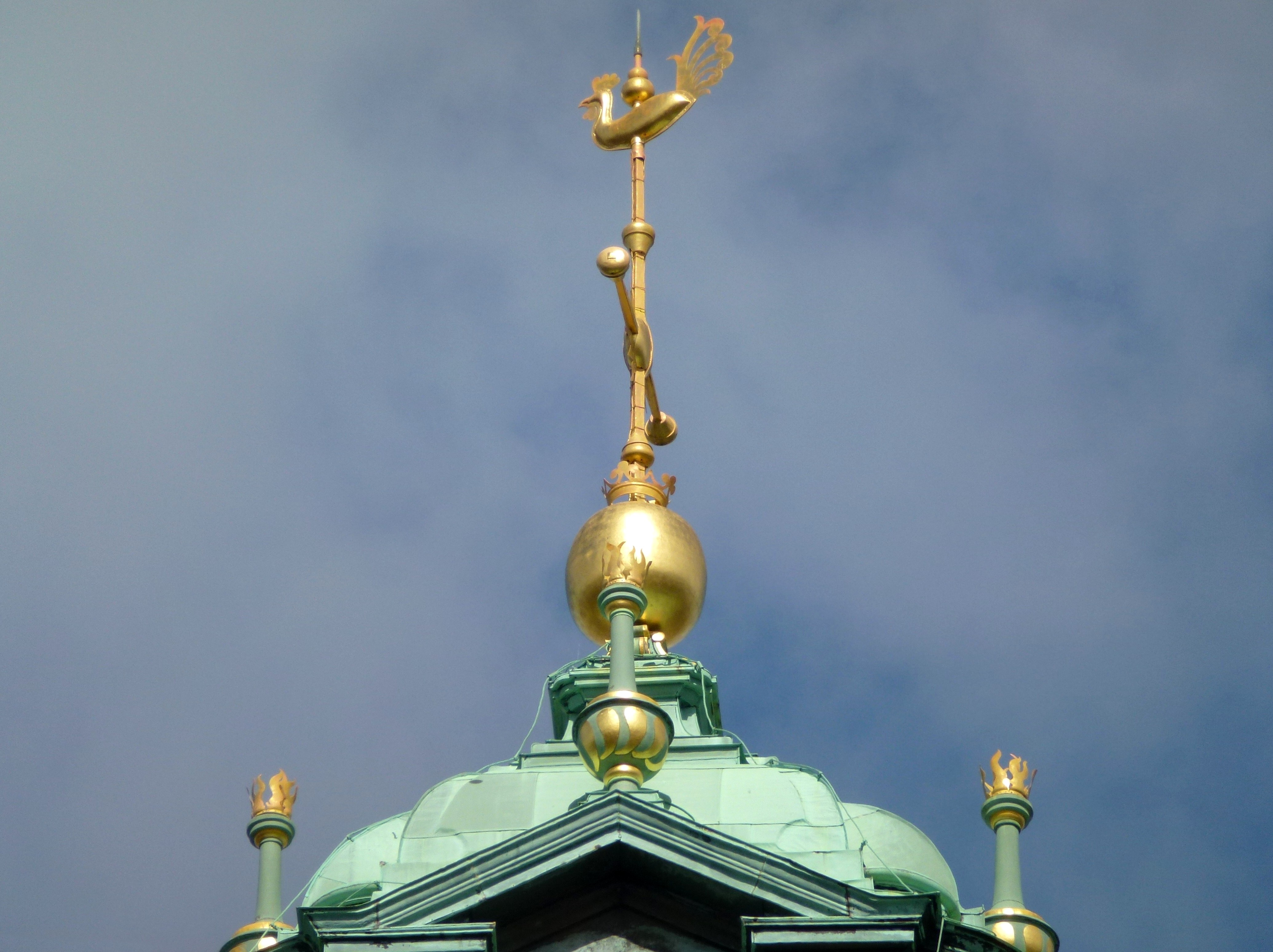
Flèche.
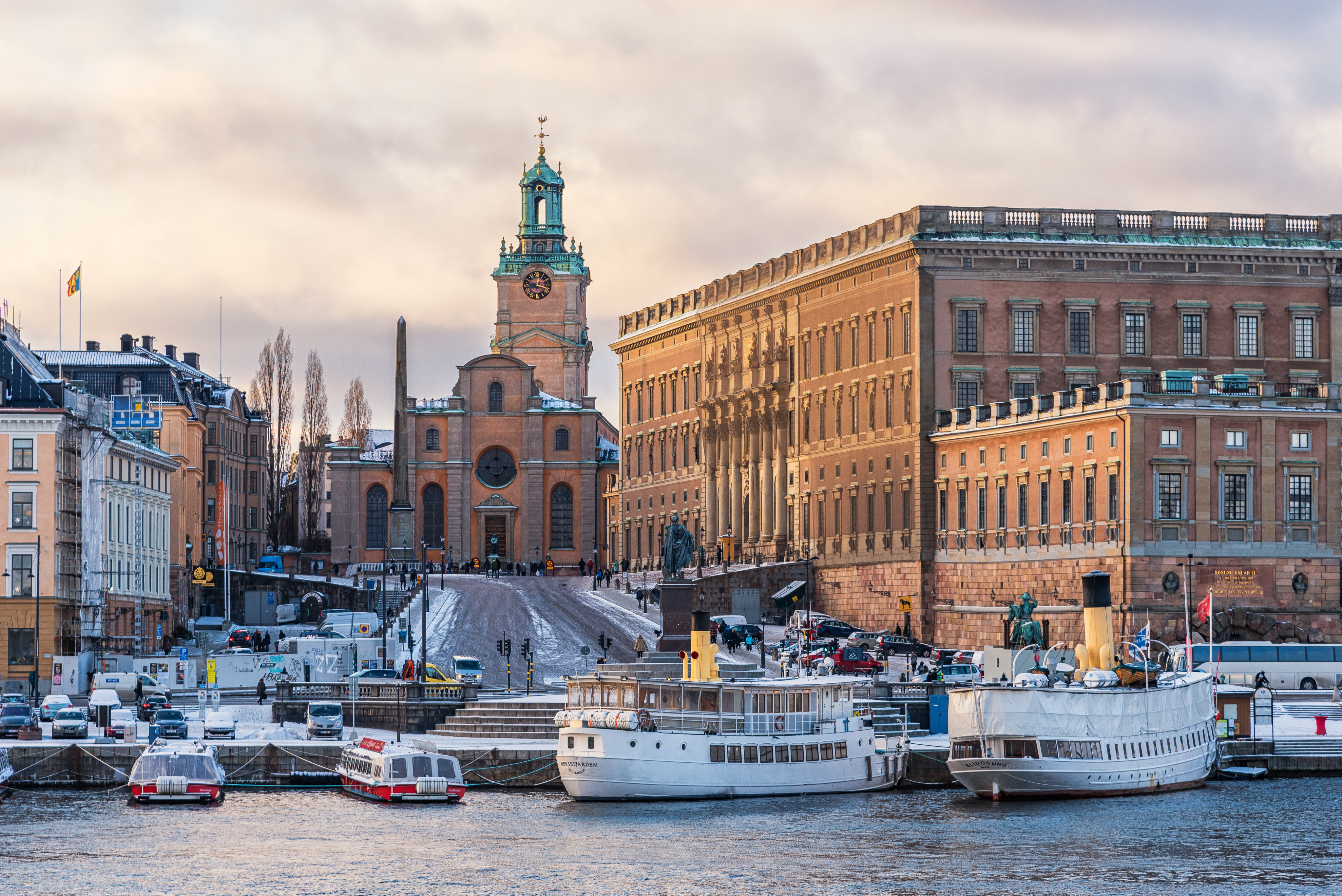
Storkyrkan et le Palais royal.
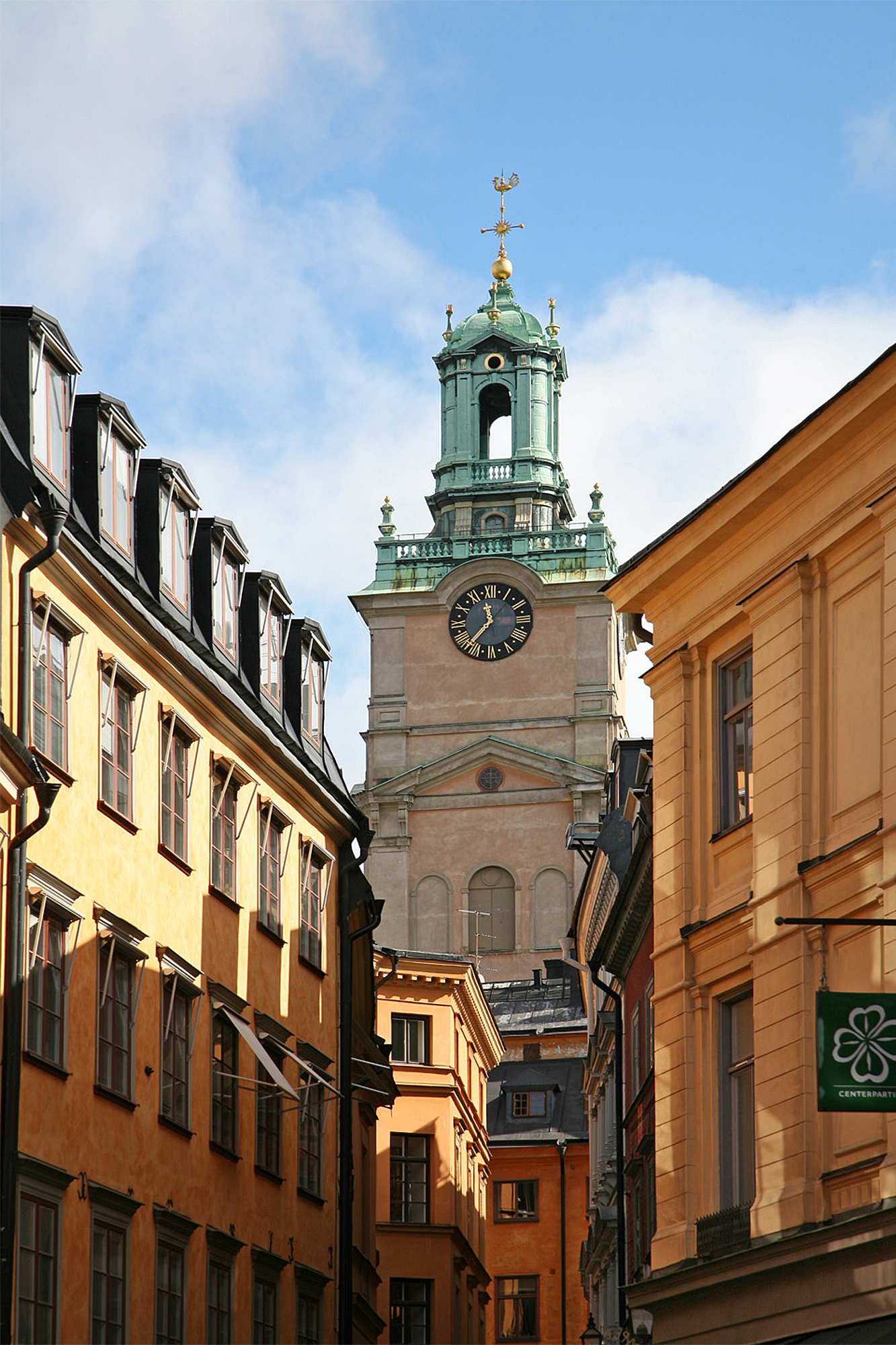
Clocher.
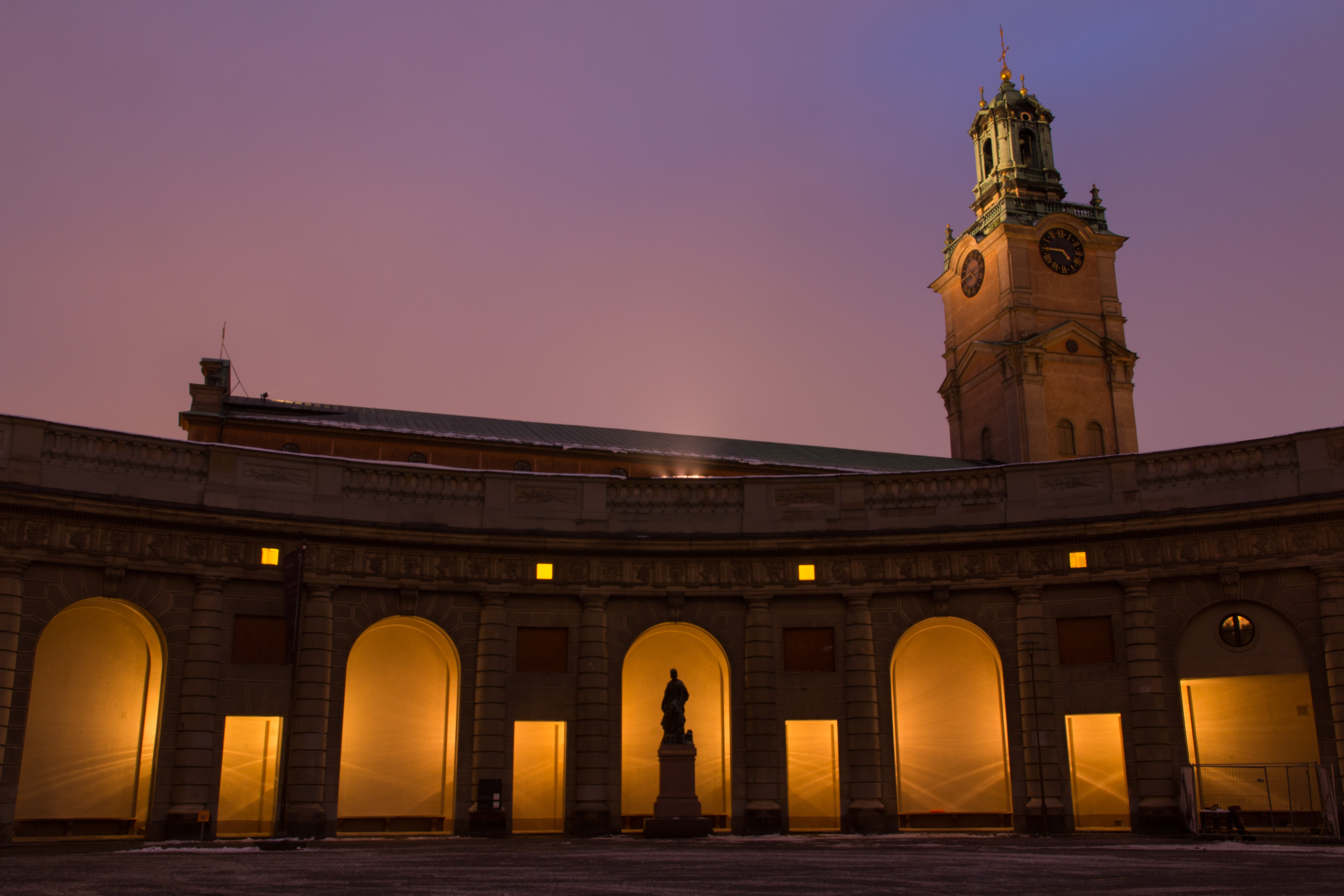
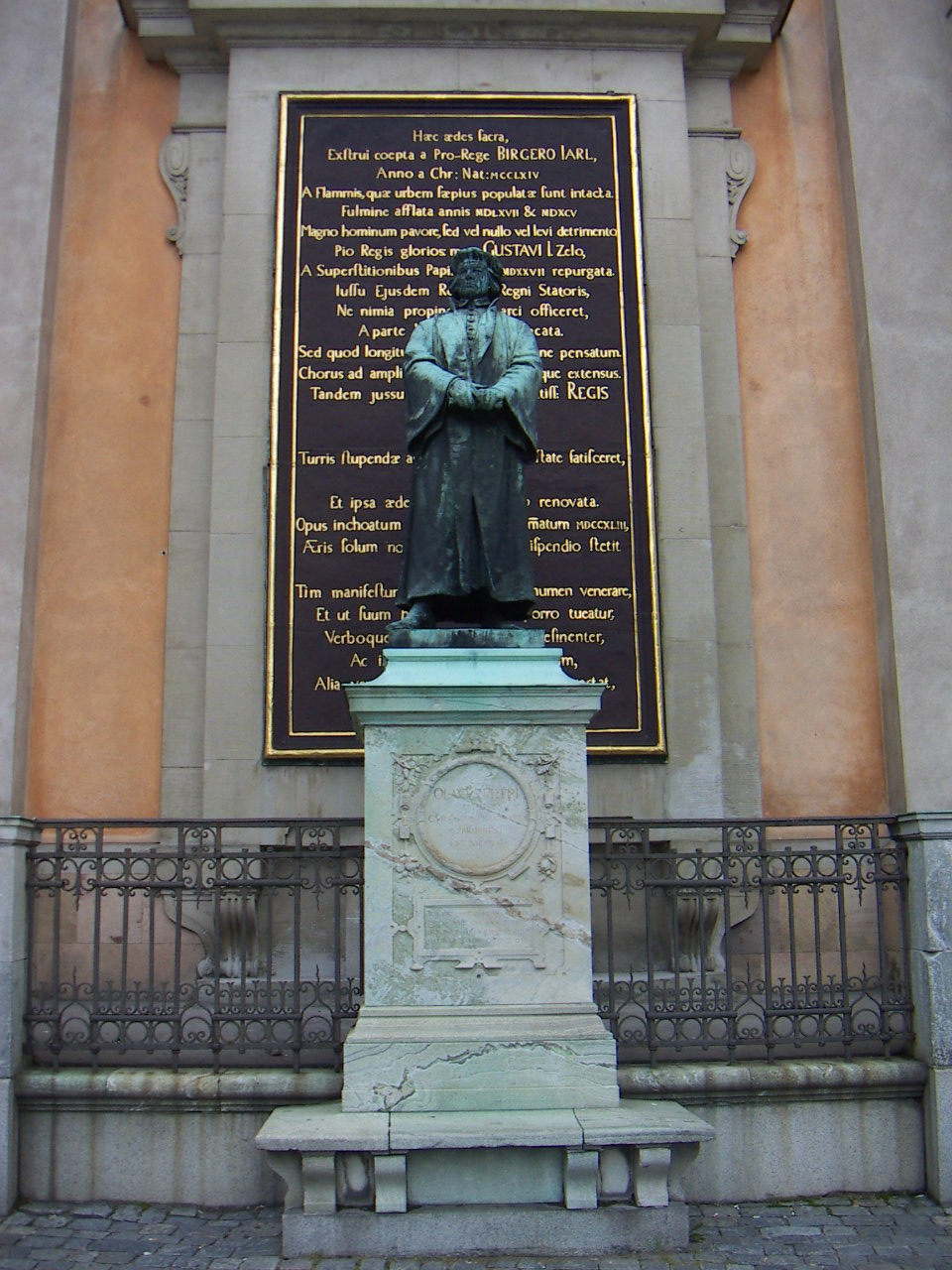
Statue d'Olaus Petri devant l'église.
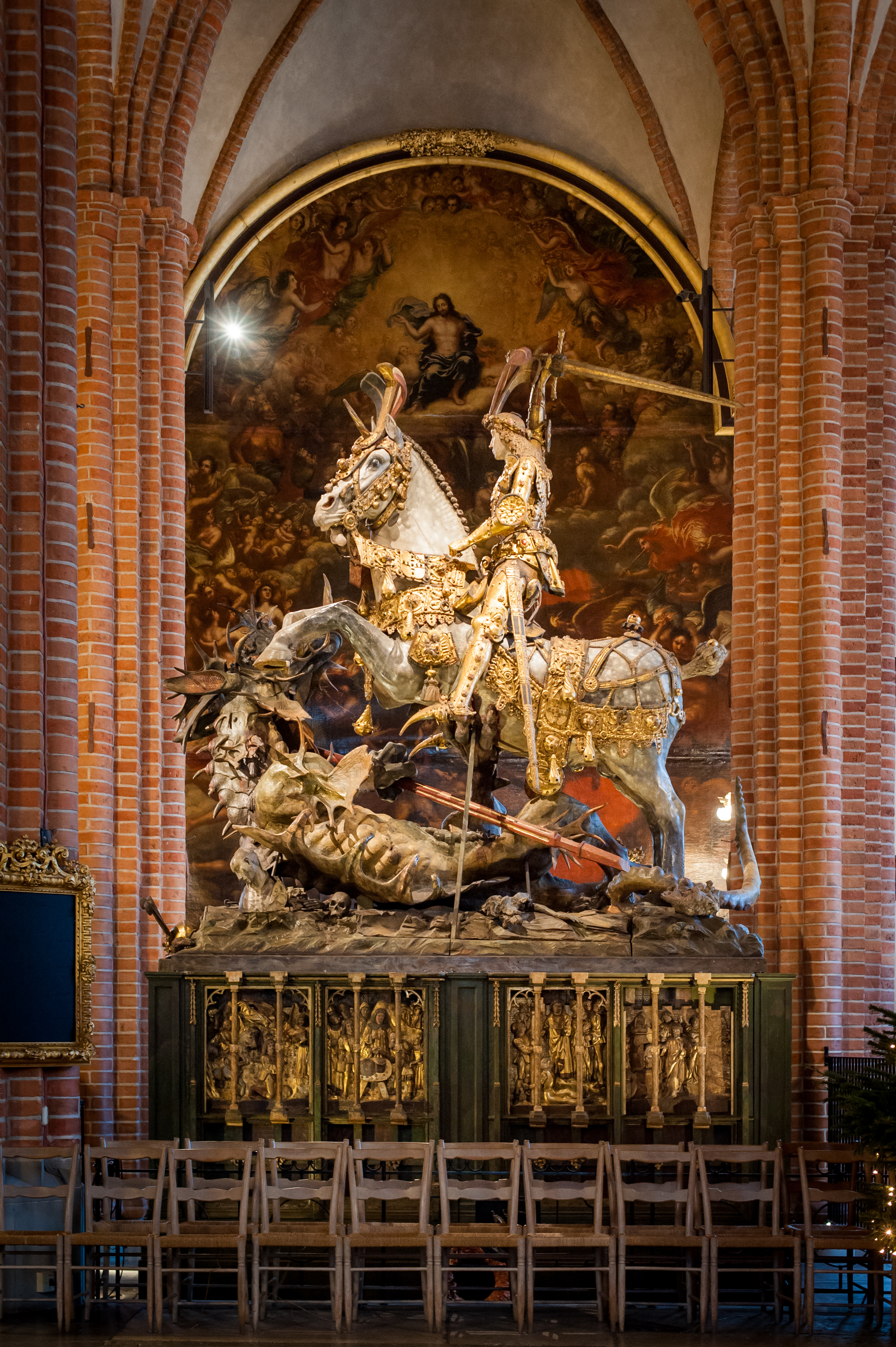
Saint Georges terrasse le dragon.
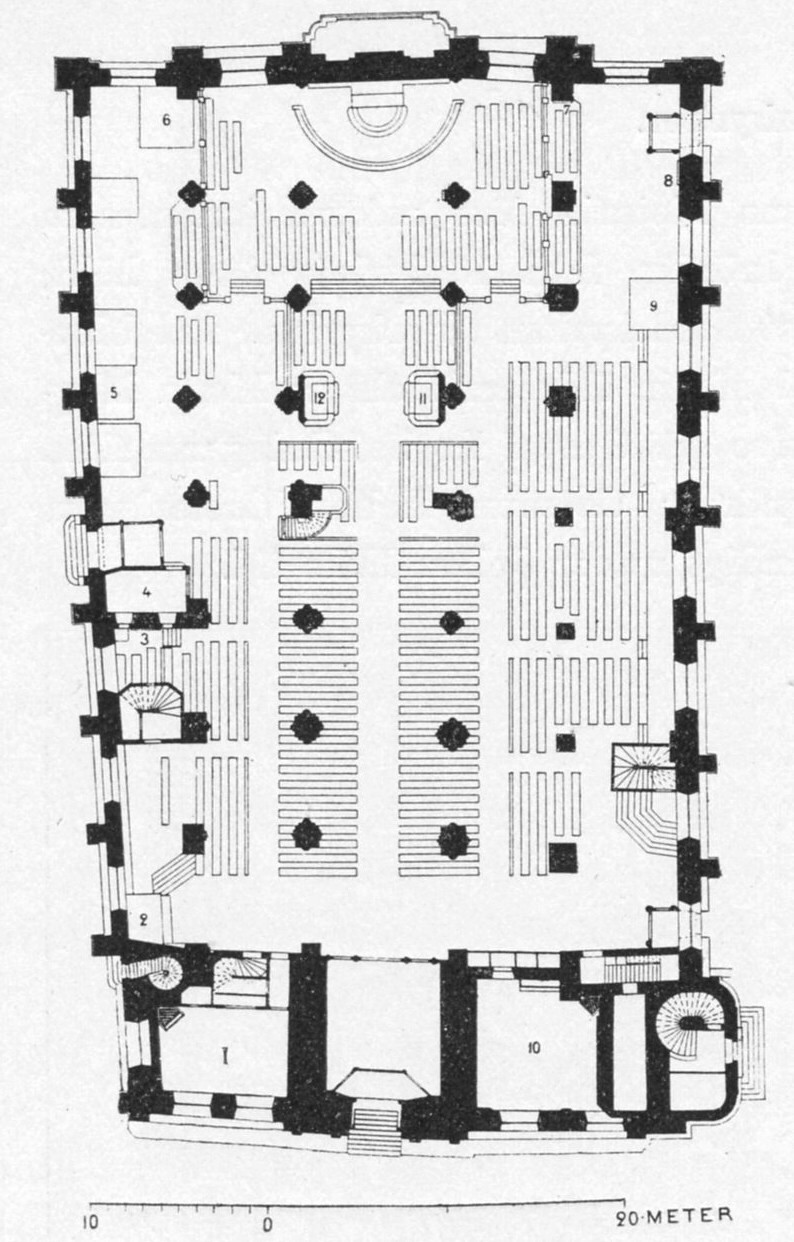
Plan au sol.
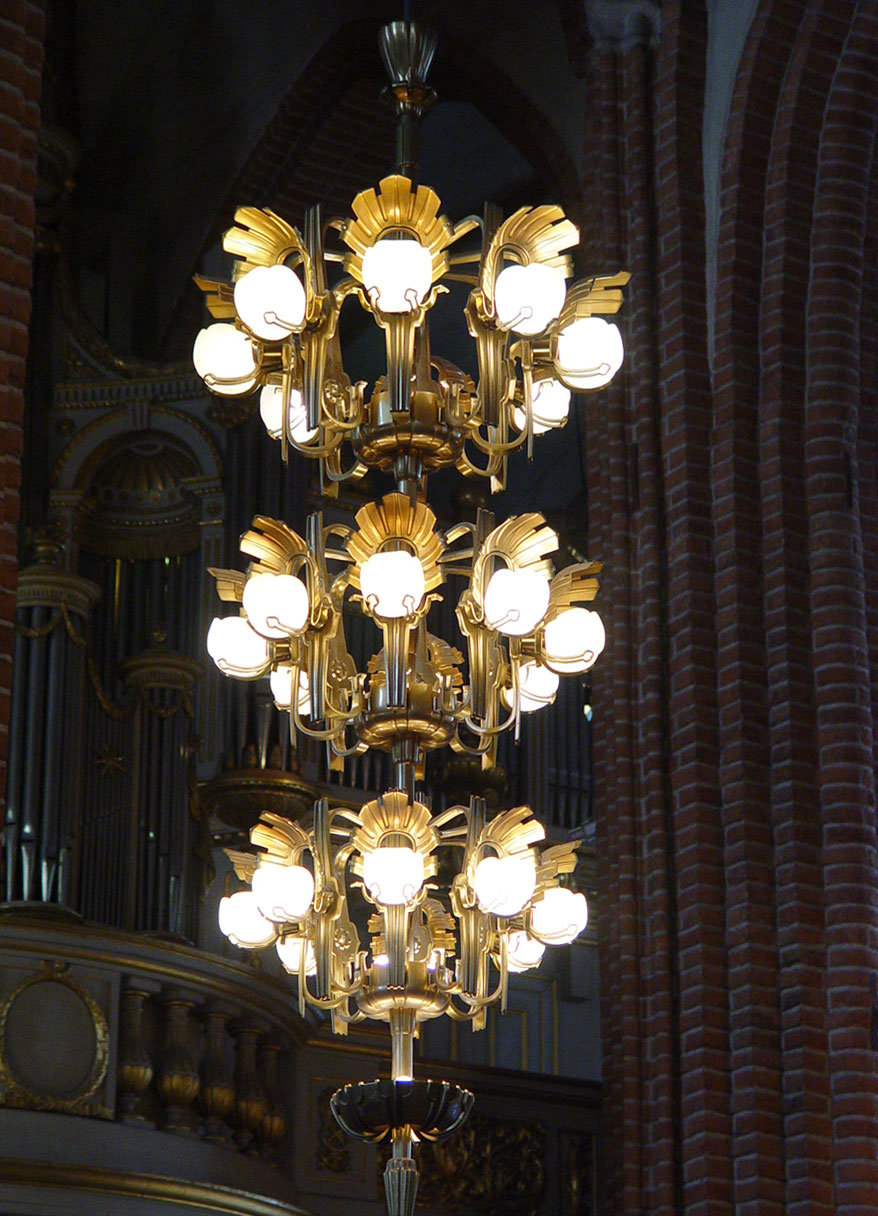
Lustres.
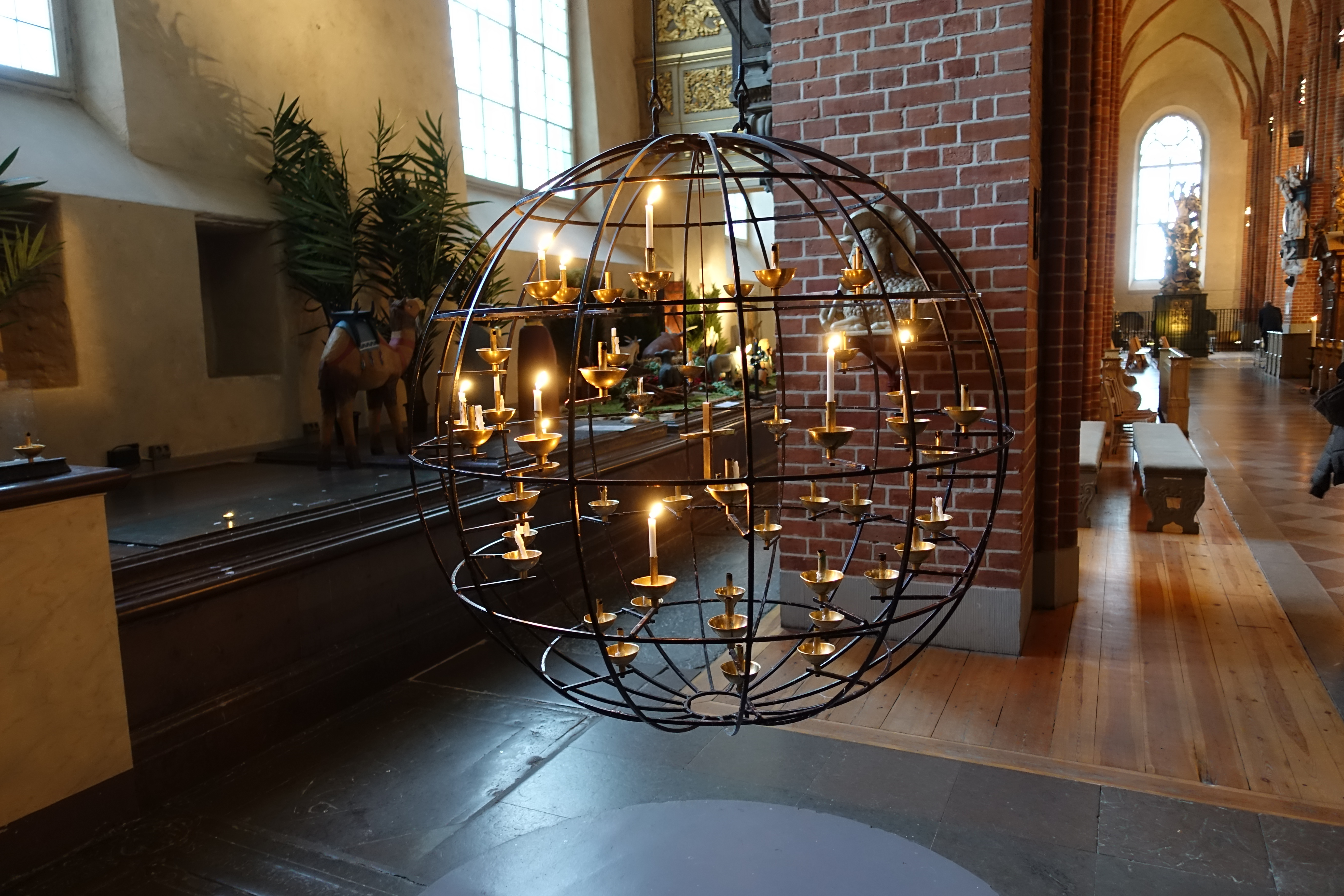
Cierges.
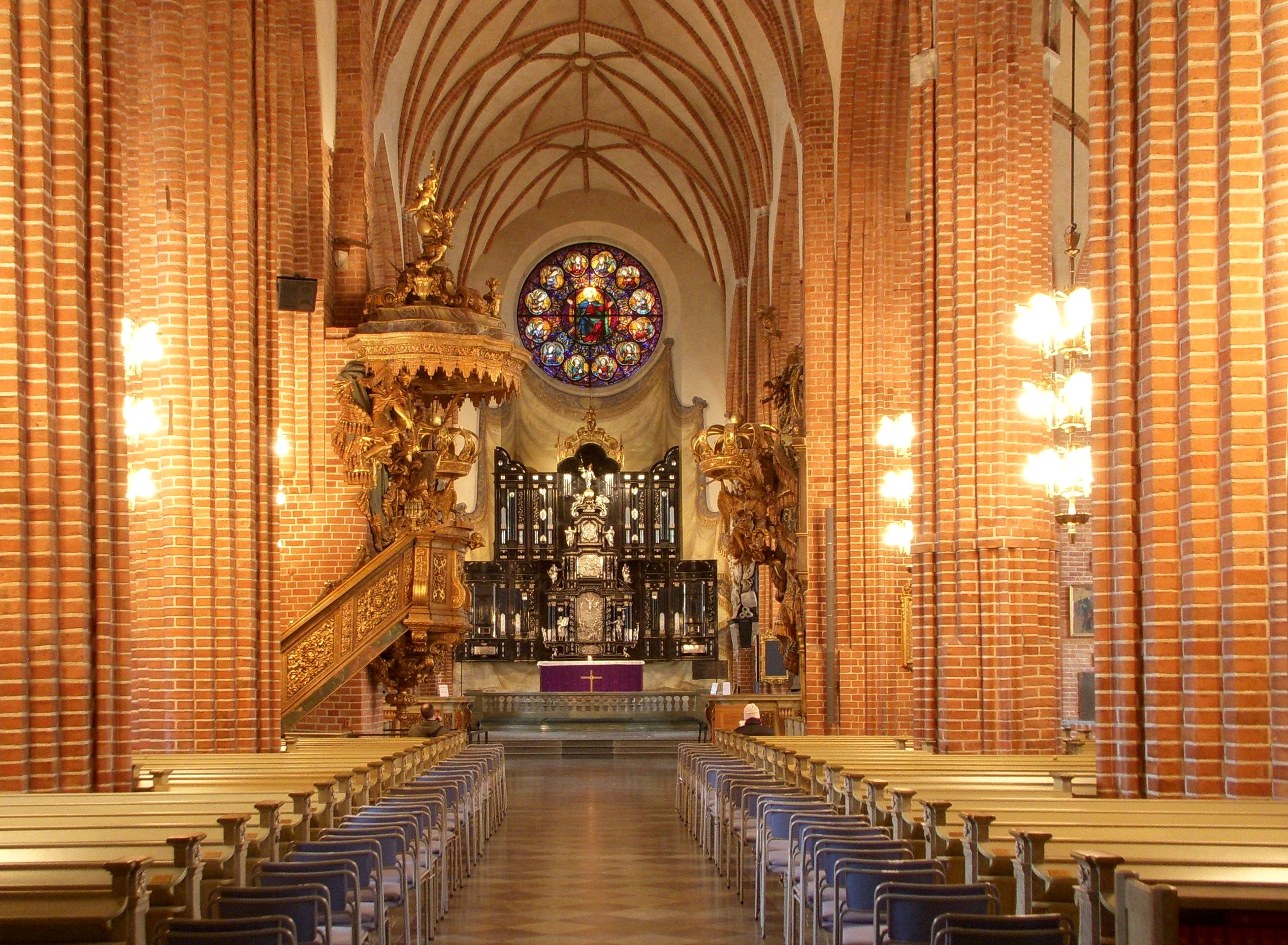
Nef.
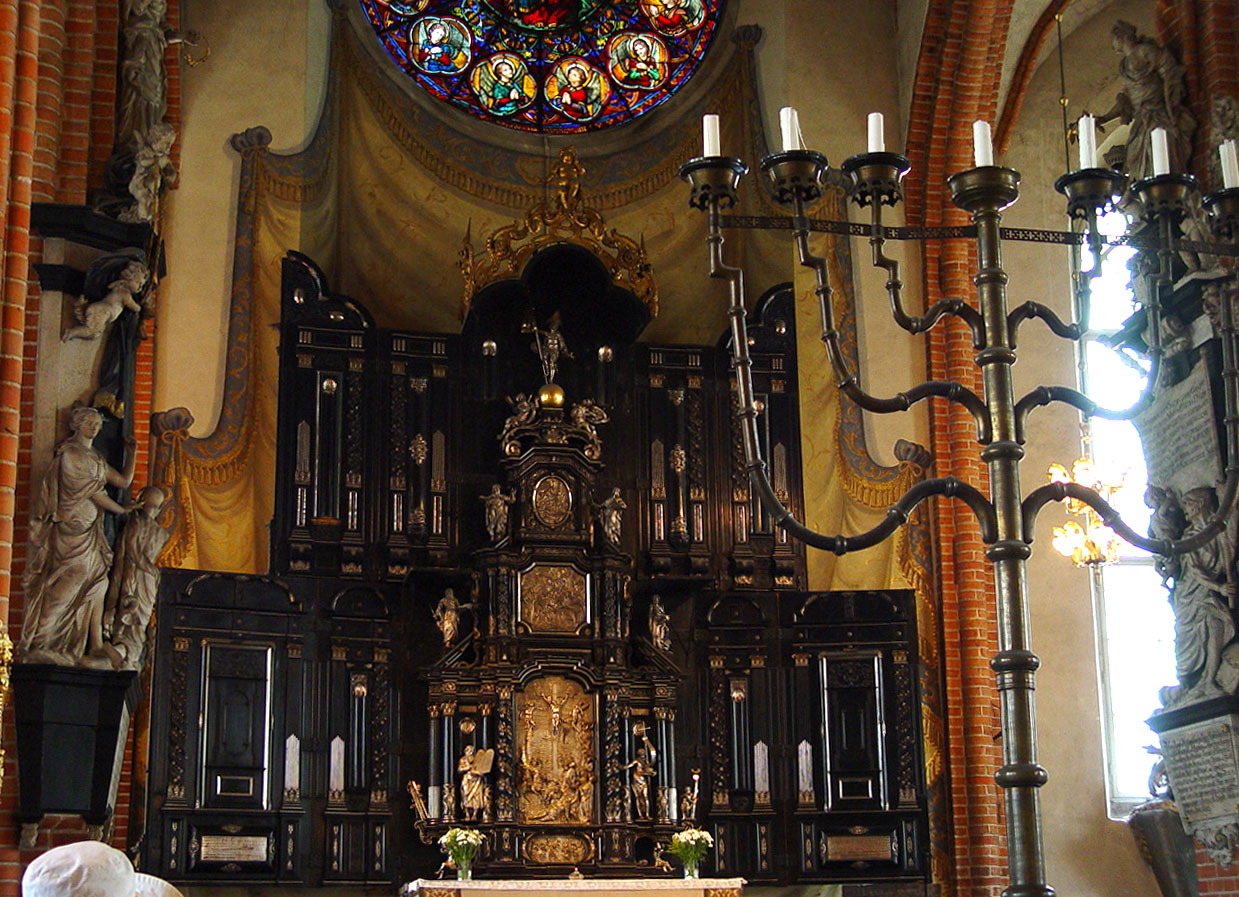
Autel.
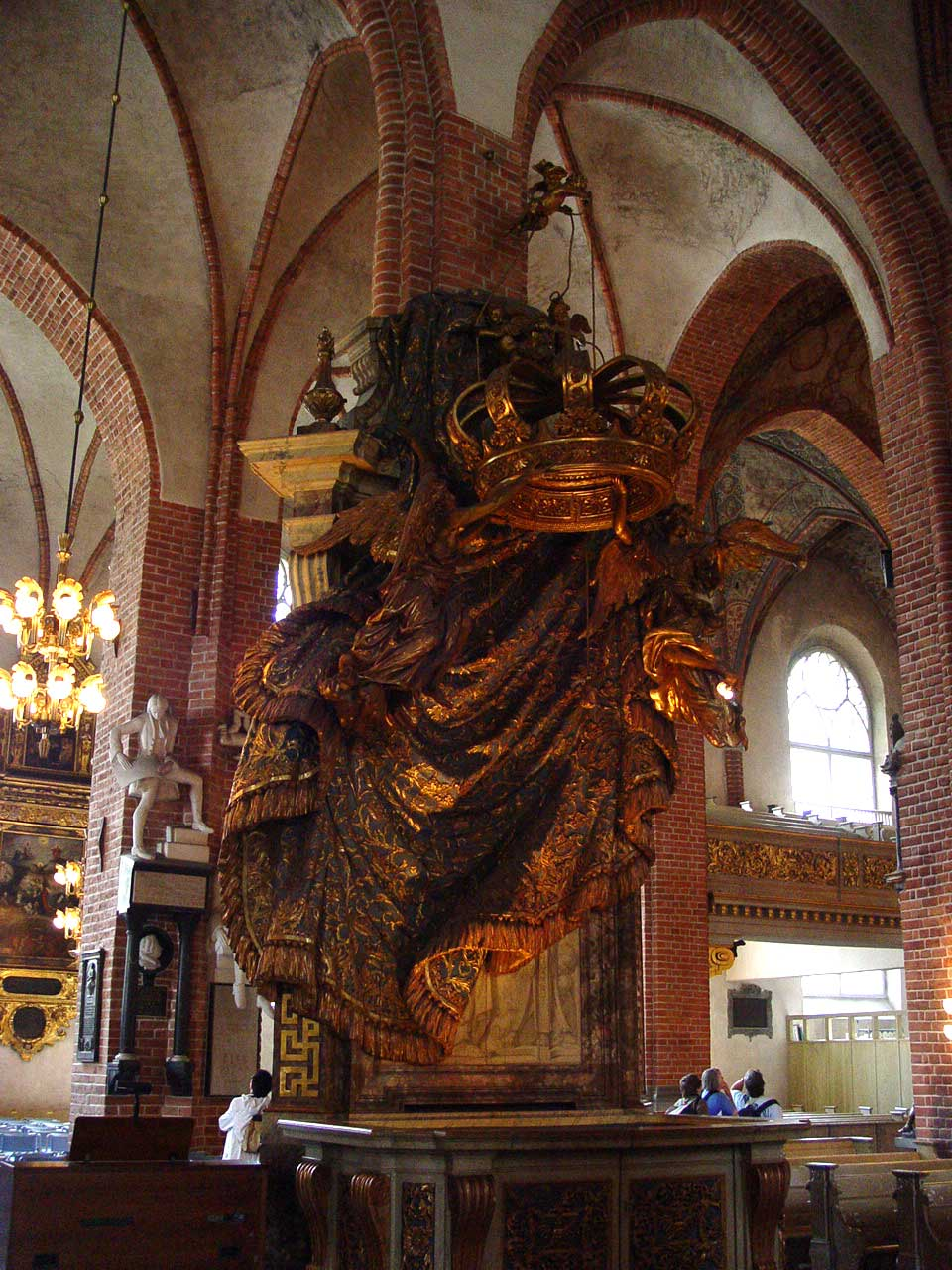
Chaise royale.
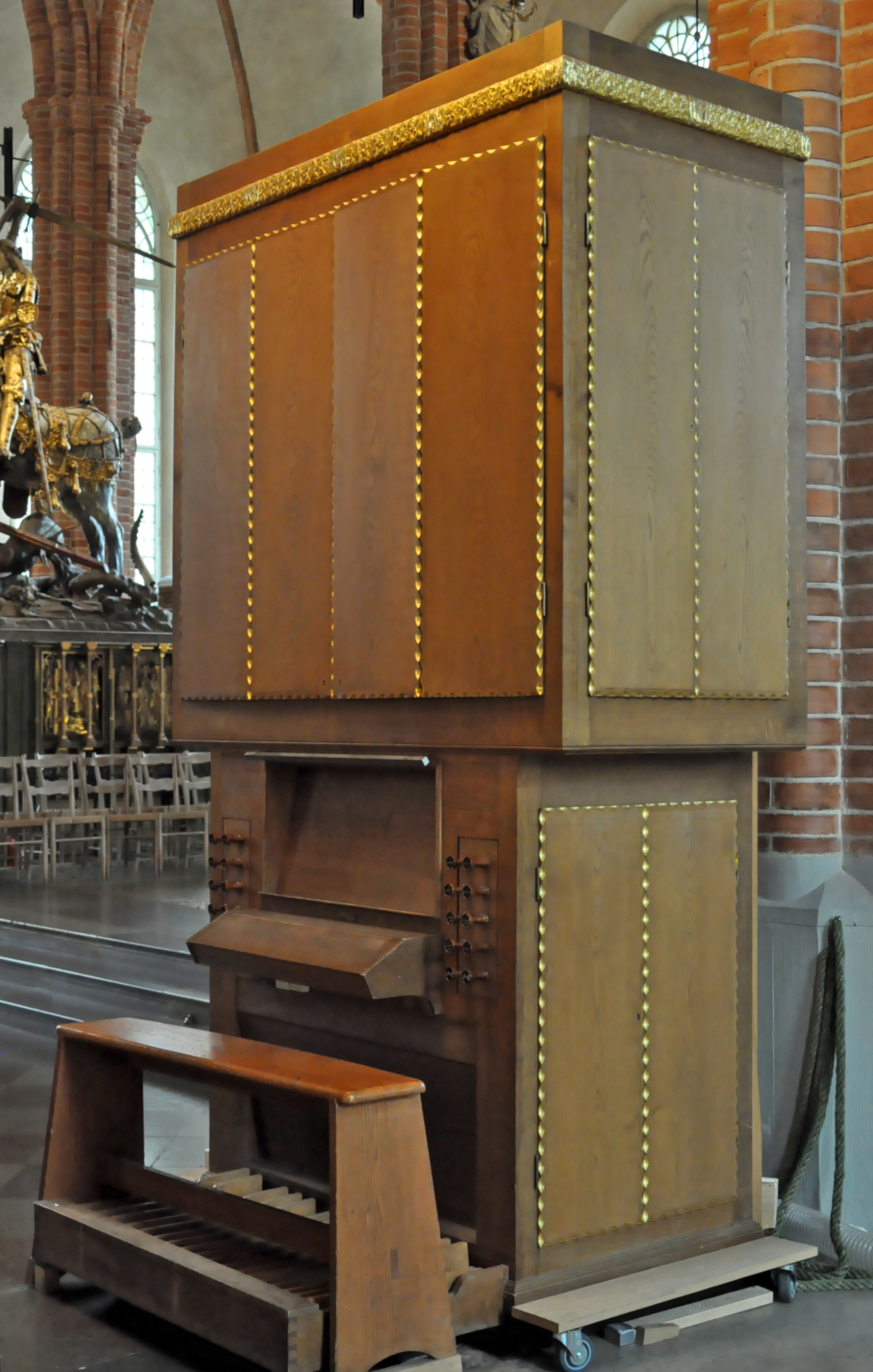
Orgue.
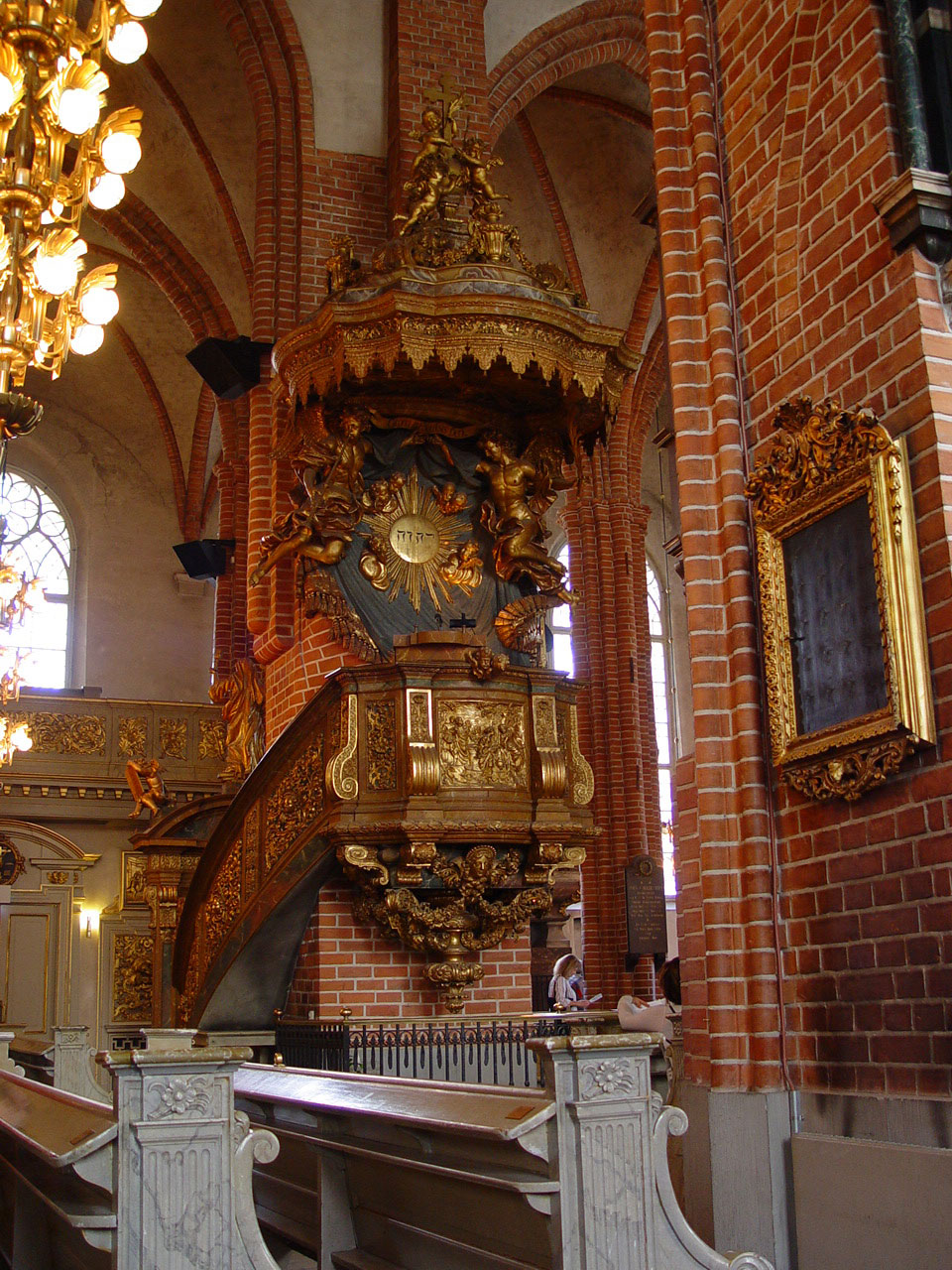
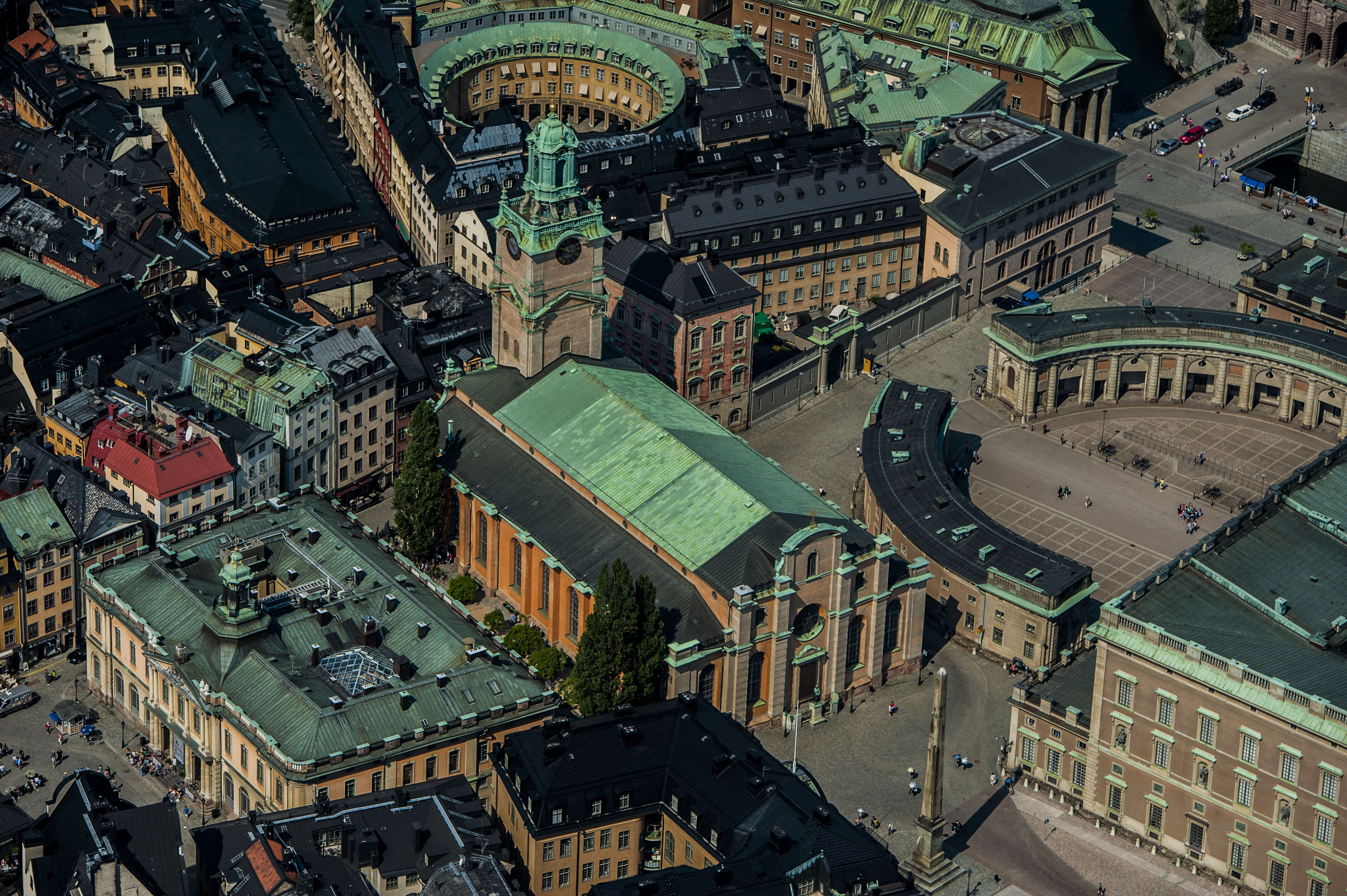
Vue du ciel.